# Việt Nam năm 2006
Dưới đây là sự kiện trong năm tại Việt Nam 2006.

## Đương nhiệm
| Ảnh | Vị trí            | Tên            |
| --- | ----------------- | -------------- |
|     | Tổng bí thư       | Nông Đức Mạnh  |
|     | Chủ tịch nước     | Trần Đức Lương |
|     | Thủ tướng         | Phan Văn Khải  |
|     | Chủ tịch Quốc hội | Nguyễn Văn An  |

## Sự kiện

### Diễn ra trong năm
- APEC Việt Nam 2006
- Đại hội Đảng Cộng sản Việt Nam lần thứ X
- Bầu Bộ Chính trị Ban Chấp hành Trung ương Đảng Cộng sản Việt Nam khóa X
- Giải Cánh diều 2005 (trao giải ngày 16 tháng 3 năm 2006)
- Vụ PMU 18

### Thể thao
- Việt Nam tại Đại hội Thể thao châu Á 2006
- VTV Cup 2006

Bóng đá
- Giải bóng đá vô địch quốc gia 2006
- Giải bóng đá Hạng Nhì Quốc gia 2006
- Giải bóng đá Cúp Quốc gia 2006
- Siêu cúp bóng đá Việt Nam 2005 (1 tháng 1 năm 2006)
- Giải bóng đá Hạng Nhất Quốc gia 2006
- Cúp bóng đá Mùa xuân
- Giải bóng đá Hạng Ba Quốc gia 2006
- Giải bóng đá nữ vô địch quốc gia 2006
- Giải bóng đá U17 Quốc gia Việt Nam 2006
- Giải bóng đá U19 quốc gia 2006
- Giải bóng đá U21 quốc gia 2006
- Agribank Cup 2006

## Sinh

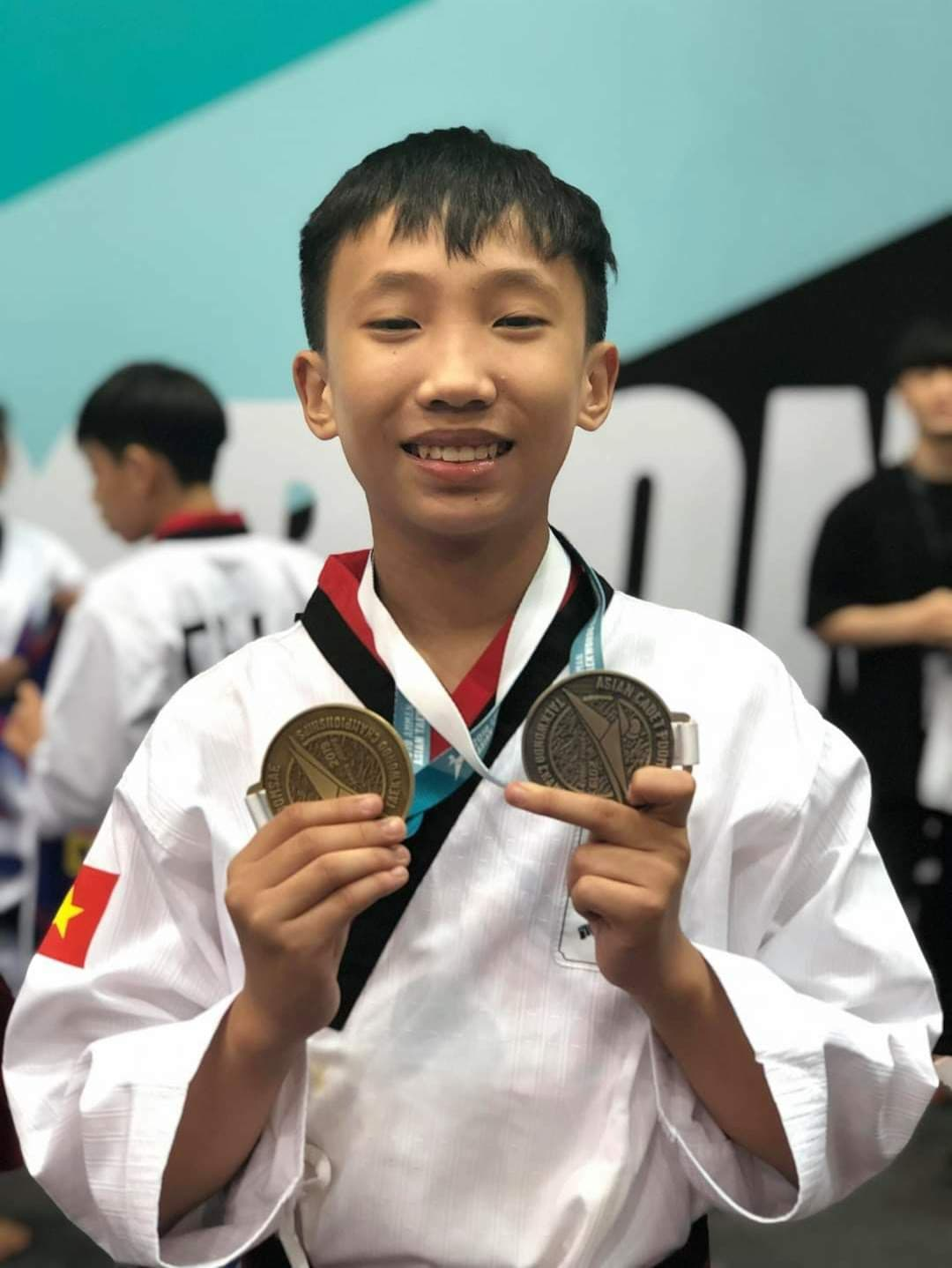
Hồ Thanh Ân

- 24 tháng 1: Bùi Lê Bảo Anh, kỳ thủ cờ vua
- 10 tháng 3: Hồ Thanh Ân, vận động viên Taekwondo
- 27 tháng 5: Võ Minh Quang, nghệ sĩ piano
- 3 tháng 6: Nguyễn Công Phương, cầu thủ bóng đá

## Mất
Xem: Mất năm 2006